# Godeok-dong
Godeok-dong là một dong, phường của Gangdong-gu ở Seoul, Hàn Quốc.

## Lịch sử
Godeok mang nghĩa "phẩm chất cao quý" trong Tiếng Hàn. Trong khoảng cuối thế kỷ 14, Yangjung Lee, một quan chức Triều đại Goryeo, quyết liệt chối bỏ việc thay đổi vương triều hiện tại thành Triều đại Joseon. Do tấm lòng trung thành cao quý của ông đối với đế chế nên đông đảo quần chúng nói chung ngưỡng mộ và gọi khu vực sinh sống của họ là 'Godeok'. Năm 1995, Seoul Subway Line 5 đã đi qua khu vực này và dừng lại ở Ga Godeok và Ga Myeongil.

## Thông tin khu vực
Mã bưu chính hiện tại của Godeok-dong là 134-080. 134 là cho Gangdong-gu và 080 là cho Godeok-dong.